# Autoportrait (van Dyck, Saint-Pétersbourg)
Pour les articles homonymes, voir Autoportrait (homonymie).
Autour de 1620, van Dyck a peint trois autoportraits, l'un conservé à New York, un à Munich et à Saint-Pétersbourg.  

## Description
Dans cet autoportrait, conservé au musée de l'Ermitage, van Dyck se présente calme et encore une fois sûr de lui. Il porte une robe de soie noire, et met l'accent sur les mains, le blanc, et le regard, fixant l'observateur droit dans les yeux. 
Plusieurs éléments nous permettent de placer l'exécution de ce tableau au cours de la période romaine de l'artiste, lorsqu'il avait environ vingt-quatre ans: la présence d'une colonne brisée, symbole de l'antiquité gréco-romaine, et les similitudes évidentes avec un portrait de Raphaël, qui à l'époque était considéré comme un autoportrait de l'auteur, et que van Dyck a rapporté dans son Cahier italien.